# Polska w pucharze Europy w chodzie sportowym
Polska w pucharze Europy w chodzie sportowym – wyniki reprezentantów Polski podczas zawodów pucharu Europy w chodzie sportowym.
Reprezentanci Polski wystąpili we wszystkich edycjach zawodów. Indywidualnymi zwycięzcami byli Robert Korzeniowski w 1996 i 2000 (na 20 km) oraz Tomasz Lipiec w 1998 (na 50 km). Do Roberta Korzeniowskiego należał rekord Pucharu Europy na 20 km – 1:18:29 (ustanowiony w 2000). Najwięcej razy wystąpił Grzegorz Sudoł (8 x).

## Rezultaty reprezentantów Polski

### Puchar Europy w Chodzie Sportowym 1996(La Coruña)

#### Kobiety
Drużynowo: 4. miejsce (412 punktów)
| Konkurencja   | Zawodniczka      | Pozycja | Wynik |
| ------------- | ---------------- | ------- | ----- |
| chód na 10 km | Katarzyna Radtke | 4.      | 43:45 |
| chód na 10 km | Marta Żukowska   | 10.     | 45:08 |
| chód na 10 km | Bożena Górecka   | 29.     | 49:24 |

#### Mężczyźni
Drużynowo: 7. miejsce (548 punktów)

Drużynowo 20 km: 6. miejsce (401 punktów)

Drużynowo 50 km: 7. miejsce (147 punktów)
| Konkurencja   | Zawodnik            | Pozycja | Wynik   |
| ------------- | ------------------- | ------- | ------- |
| chód na 20 km | Robert Korzeniowski | 1.      | 1:21:46 |
| chód na 20 km | Mariusz Ornoch      | 19.     | 1:25:56 |
| chód na 20 km | Waldemar Dudek      | 34.     | 1:28:49 |
| chód na 50 km | Stanisław Stosik    | 3.      | 3:54:35 |

### Puchar Europy w Chodzie Sportowym 1998(Dudince)

#### Kobiety
Drużynowo: 8. miejsce (76 punktów)
| Konkurencja   | Zawodniczka      | Pozycja | Wynik |
| ------------- | ---------------- | ------- | ----- |
| chód na 10 km | Katarzyna Radtke | 5.      | 43:18 |
| chód na 10 km | Beata Ornoch     | 29.     | 46:25 |
| chód na 10 km | Agnieszka Anduła | 42.     | 48:04 |
| chód na 10 km | Bożena Górecka   | 44.     | 48:15 |

#### Mężczyźni
Drużynowo: Nie sklasyfikowani

Drużynowo 20 km: 8. miejsce (82 punkty)

Drużynowo 50 km: Nie sklasyfikowani (ukończyło dwóch zawodników)
| Konkurencja   | Zawodnik            | Pozycja | Wynik   |
| ------------- | ------------------- | ------- | ------- |
| chód na 20 km | Robert Korzeniowski | 2.      | 1:20:40 |
| chód na 20 km | Jacek Müller        | 32.     | 1:28:00 |
| chód na 20 km | Grzegorz Sudoł      | 48.     | 1:31:43 |
| chód na 20 km | Mariusz Ornoch      | DNF     |         |
| chód na 50 km | Tomasz Lipiec       | 1.      | 3:42:57 |
| chód na 50 km | Stanisław Stosik    | 12.     | 3:55:16 |
| chód na 50 km | Waldemar Dudek      | DNF     |         |
| chód na 50 km | Jan Holender        | DNF     |         |

### Puchar Europy w Chodzie Sportowym 2000(Eisenhüttenstadt)

#### Kobiety
Drużynowo 10 km juniorki: 9. miejsce (40 punktów)

Drużynowo: Nie startowały
| Konkurencja          | Zawodniczka     | Pozycja | Wynik |
| -------------------- | --------------- | ------- | ----- |
| chód na 10 km (jun.) | Agnieszka Bator | 17.     | 48:40 |
| chód na 10 km (jun.) | Maria Baj       | 23.     | 49:57 |
| chód na 10 km (jun.) | Elżbieta Lepa   | 24.     | 50:08 |

#### Mężczyźni
Drużynowo 10 km juniorzy: 4. miejsce (16 punktów)

Drużynowo 20 km: 2. miejsce (35 punktów)

Drużynowo 50 km: Nie sklasyfikowani (startował 1 zawodnik, który nie ukończył)
| Konkurencja          | Zawodnik            | Pozycja | Wynik   |
| -------------------- | ------------------- | ------- | ------- |
| chód na 10 km (jun.) | Benjamin Kuciński   | 5.      | 42:11   |
| chód na 10 km (jun.) | Mieszko Łyp         | 11.     | 42:56   |
| chód na 10 km (jun.) | Grzegorz Borgiel    | 13.     | 43:00   |
| chód na 20 km        | Robert Korzeniowski | 1.      | 1:18:29 |
| chód na 20 km        | Tomasz Lipiec       | 7.      | 1:20:48 |
| chód na 20 km        | Grzegorz Sudoł      | 27.     | 1:25:02 |
| chód na 50 km        | Stanisław Stosik    | DNF     |         |

### Puchar Europy w Chodzie Sportowym 2001(Dudince)

#### Kobiety
Drużynowo 10 km juniorki: 8. miejsce (42 punkty)

Drużynowo: Nieklasyfikowane (ukończyły 2 zawodniczki)
| Konkurencja          | Zawodniczka         | Pozycja | Wynik   |
| -------------------- | ------------------- | ------- | ------- |
| chód na 10 km (jun.) | Anna Szumny         | 15.     | 48:57   |
| chód na 10 km (jun.) | Maria Baj           | 27.     | 51:38   |
| chód na 10 km (jun.) | Violetta Spychalska | 32.     | 52:52   |
| chód na 20 km        | Agnieszka Olesz     | 33.     | 1:37:58 |
| chód na 20 km        | Sylwia Korzeniowska | 36.     | 1:39:02 |
| chód na 20 km        | Joanna Baj          | DNF     |         |

#### Mężczyźni
Drużynowo 10 km juniorzy: 3. miejsce (21 punktów)

Drużynowo 20 km: 10. miejsce (100 punktów)

Drużynowo 50 km: Polacy nie startowali
| Konkurencja          | Zawodnik              | Pozycja | Wynik   |
| -------------------- | --------------------- | ------- | ------- |
| chód na 10 km (jun.) | Benjamin Kuciński     | 7.      | 42:41   |
| chód na 10 km (jun.) | Rafał Dyś             | 14.     | 43:33   |
| chód na 10 km (jun.) | Sławomir Majchrzyński | 26.     | 45:03   |
| chód na 20 km        | Roman Magdziarczyk    | 23.     | 1:25:08 |
| chód na 20 km        | Stanisław Stosik      | 35.     | 1:27:23 |
| chód na 20 km        | Kamil Kalka           | 42.     | 1:29:04 |
| chód na 20 km        | Grzegorz Sudoł        | DQ      |         |

### Puchar Europy w Chodzie Sportowym 2003(Czeboksary)

#### Kobiety
Drużynowo 10 km juniorki: Nie startowały

Drużynowo 20 km: Nie sklasyfikowane (startowała tylko 1 zawodniczka)
| Konkurencja   | Zawodniczka         | Pozycja | Wynik   |
| ------------- | ------------------- | ------- | ------- |
| chód na 20 km | Sylwia Korzeniowska | 28.     | 1:34:43 |

#### Mężczyźni
Drużynowo 10 km juniorzy: 7. miejsce (33 punkty)

Drużynowo 20 km: 6. miejsce (91 punktów)

Drużynowo 50 km: Nie sklasyfikowani (startował 1 zawodnik)
| Konkurencja          | Zawodnik            | Pozycja | Wynik   |
| -------------------- | ------------------- | ------- | ------- |
| chód na 10 km (jun.) | Rafał Augustyn      | 9.      | 42:56   |
| chód na 10 km (jun.) | Jakub Jelonek       | 24.     | 45:06   |
| chód na 20 km        | Benjamin Kuciński   | 13.     | 1:23:44 |
| chód na 20 km        | Grzegorz Sudoł      | 37.     | 1:30:46 |
| chód na 20 km        | Rafał Dyś           | 41.     | 1:32:29 |
| chód na 20 km        | Robert Korzeniowski | DNF     |         |
| chód na 50 km        | Rafał Fedaczyński   | 27.     | 4:19:25 |

### Puchar Europy w Chodzie Sportowym 2005(Miszkolc)

#### Kobiety
Drużynowo 10 km juniorki: 10. miejsce (41 punktów)

Drużynowo 20 km: 9. miejsce (115 punktów)
| Konkurencja          | Zawodniczka            | Pozycja | Wynik   |
| -------------------- | ---------------------- | ------- | ------- |
| chód na 10 km (jun.) | Paulina Buziak         | 14.     | 50:38   |
| chód na 10 km (jun.) | Aleksandra Kubisiewicz | 27.     | 53:24   |
| chód na 10 km (jun.) | Agnieszka Deska        | 31.     | 55:19   |
| chód na 20 km        | Agnieszka Olesz        | 34.     | 1:41:31 |
| chód na 20 km        | Katarzyna Kwoka        | 38.     | 1:43:53 |
| chód na 20 km        | Agnieszka Dygacz       | 43.     | 1:50:06 |
| chód na 20 km        | Beata Bodzioch         | DNF     |         |

#### Mężczyźni
Drużynowo 10 km juniorzy: Nie sklasyfikowani (ukończył 1 zawodnik)

Drużynowo 20 km: 12. miejsce (142 punkty)

Drużynowo 50 km: Nie sklasyfikowani (ukończył 1 zawodnik)
| Konkurencja          | Zawodnik           | Pozycja | Wynik   |
| -------------------- | ------------------ | ------- | ------- |
| chód na 10 km (jun.) | Rafał Sikora       | 22.     | 45:37   |
| chód na 10 km (jun.) | Michał Dominiak    | DQ      |         |
| chód na 10 km (jun.) | Paweł Krawczyk     | DQ      |         |
| chód na 20 km        | Roman Magdziarczyk | 6.      | 1:22:26 |
| chód na 20 km        | Grzegorz Sudoł     | 9.      | 1:23:17 |
| chód na 20 km        | Rafał Augustyn     | DQ      |         |
| chód na 20 km        | Benjamin Kuciński  | DQ      |         |
| chód na 50 km        | Rafał Fedaczyński  | 14.     | 3:56:13 |
| chód na 50 km        | Maciej Rosiewicz   | DQ      |         |
| chód na 50 km        | Kamil Kalka        | DNF     |         |
| chód na 50 km        | Michał Jarosz      | DNF     |         |

### Puchar Europy w Chodzie Sportowym 2007(Royal Leamington Spa)

#### Kobiety
Drużynowo 10 km juniorki: 6. miejsce (26 punktów)

Drużynowo 20 km: 9. miejsce (87 punktów)
| Konkurencja          | Zawodniczka         | Pozycja | Wynik   |
| -------------------- | ------------------- | ------- | ------- |
| chód na 10 km (jun.) | Anna Mielcarek      | 10.     | 47:55   |
| chód na 10 km (jun.) | Katarzyna Golba     | 16.     | 49:21   |
| chód na 10 km (jun.) | Lucyna Chruściel    | 24.     | 50:39   |
| chód na 20 km        | Sylwia Korzeniowska | 16.     | 1:32:47 |
| chód na 20 km        | Katarzyna Kwoka     | 34.     | 1:36:23 |
| chód na 20 km        | Agnieszka Dygacz    | 37.     | 1:38:30 |
| chód na 20 km        | Paulina Buziak      | 42.     | 1:40:55 |

#### Mężczyźni
Drużynowo 10 km juniorzy: 6. miejsce (35 punktów)

Drużynowo 20 km: 7. miejsce (62 punkty)

Drużynowo 50 km: Nie sklasyfikowani (ukończył tylko 1 zawodnik)
| Konkurencja          | Zawodnik          | Pozycja | Wynik   |
| -------------------- | ----------------- | ------- | ------- |
| chód na 10 km (jun.) | Wojciech Halman   | 16.     | 43:46   |
| chód na 10 km (jun.) | Michał Stasiewicz | 19.     | 43:58   |
| chód na 10 km (jun.) | Patryk Rogowski   | 21.     | 44:07   |
| chód na 20 km        | Benjamin Kuciński | 15.     | 1:21:58 |
| chód na 20 km        | Rafał Augustyn    | 16.     | 1:22:08 |
| chód na 20 km        | Jakub Jelonek     | 31.     | 1:25:52 |
| chód na 20 km        | Grzegorz Sudoł    | DNS     |         |
| chód na 50 km        | Rafał Fedaczyński | 9.      | 3:48:07 |
| chód na 50 km        | Maciej Rosiewicz  | DQ      |         |
| chód na 50 km        | Kamil Kalka       | DNF     |         |

### Puchar Europy w Chodzie Sportowym 2009(Metz)

#### Kobiety
Drużynowo 10 km juniorki: 5. miejsce (27 punktów)

Drużynowo 20 km: Nie sklasyfikowane (ukończyły 2 zawodniczki)
| Konkurencja          | Zawodniczka        | Pozycja | Wynik   |
| -------------------- | ------------------ | ------- | ------- |
| chód na 10 km (jun.) | Anna Mielcarek     | 12.     | 50:22   |
| chód na 10 km (jun.) | Magdalena Jasińska | 15.     | 51:21   |
| chód na 20 km        | Katarzyna Kwoka    | 12.     | 1:37:36 |
| chód na 20 km        | Paulina Buziak     | 16.     | 1:39:23 |
| chód na 20 km        | Agnieszka Dygacz   | DNF     |         |
| chód na 20 km        | Katarzyna Golba    | DNF     |         |

#### Mężczyźni
Drużynowo 10 km juniorzy: 2. miejsce (13 punktów)

Drużynowo 20 km: 3. miejsce (40 punktów)

Drużynowo 50 km: Nie sklasyfikowani (startował tylko 1 zawodnik, który nie ukończył zawodów)
| Konkurencja          | Zawodnik          | Pozycja | Wynik   |
| -------------------- | ----------------- | ------- | ------- |
| chód na 10 km (jun.) | Wojciech Halman   | 5.      | 42:29   |
| chód na 10 km (jun.) | Tomasz Wiater     | 8.      | 43:00   |
| chód na 10 km (jun.) | Adrian Błocki     | 12.     | 43:58   |
| chód na 20 km        | Rafał Augustyn    | 7.      | 1:26:06 |
| chód na 20 km        | Dawid Tomala      | 16.     | 1:30:56 |
| chód na 20 km        | Rafał Sikora      | 17.     | 1:31:00 |
| chód na 20 km        | Benjamin Kuciński | DNF     |         |
| chód na 50 km        | Artur Brzozowski  | DNF     |         |

### Puchar Europy w Chodzie Sportowym 2011(Olhão)

#### Kobiety
Drużynowo 10 km juniorki: Niesklasyfikowane (startowała jedna zawodniczka)

Drużynowo 20 km: 7. miejsce (88 punktów)
| Konkurencja          | Zawodniczka        | Pozycja | Wynik   |
| -------------------- | ------------------ | ------- | ------- |
| chód na 10 km (jun.) | Natalia Płomińska  | 19.     | 52:08   |
| chód na 20 km        | Katarzyna Kwoka    | 25.     | 1:37:23 |
| chód na 20 km        | Agnieszka Dygacz   | 31.     | 1:39:16 |
| chód na 20 km        | Agnieszka Szwarnóg | 32.     | 1:39:45 |
| chód na 20 km        | Paulina Buziak     | 40.     | 1:42:19 |

#### Mężczyźni
Drużynowo 10 km juniorzy: 12. miejsce (64 punkty)

Drużynowo 20 km: 4. miejsce (39 punktów)

Drużynowo 50 km: 2. miejsce (17 punktów)
| Konkurencja          | Zawodnik            | Pozycja | Wynik   |
| -------------------- | ------------------- | ------- | ------- |
| chód na 10 km (jun.) | Andrzej Łobaczewski | 31.     | 47:47   |
| chód na 10 km (jun.) | Jakub Herba         | 33.     | 48:42   |
| chód na 10 km (jun.) | Łukasz Kostka       | 34.     | 49:04   |
| chód na 20 km        | Jakub Jelonek       | 2.      | 1:24:12 |
| chód na 20 km        | Grzegorz Sudoł      | 16.     | 1:28:49 |
| chód na 20 km        | Rafał Sikora        | 20.     | 1:29:52 |
| chód na 20 km        | Dawid Wolski        | 22.     | 1:30:33 |
| chód na 50 km        | Artur Brzozowski    | 4.      | 3:53:51 |
| chód na 50 km        | Rafał Augustyn      | 6.      | 3:54:38 |
| chód na 50 km        | Michał Stasiewicz   | 7.      | 4:02:51 |

### Puchar Europy w Chodzie Sportowym 2013(Dudince)

#### Kobiety
Drużynowo 10 km juniorki: 8. miejsce (32 punkty)

Drużynowo 20 km: 6. miejsce (56 punktów)
| Konkurencja          | Zawodniczka        | Pozycja | Wynik   |
| -------------------- | ------------------ | ------- | ------- |
| chód na 10 km (jun.) | Marlena Chojecka   | 11.     | 49:57   |
| chód na 10 km (jun.) | Joanna Bemowska    | 21.     | 51:14   |
| chód na 10 km (jun.) | Anna Bajon         | 29.     | 52:42   |
| chód na 20 km        | Agnieszka Szwarnóg | 16.     | 1:35:30 |
| chód na 20 km        | Paulina Buziak     | 19.     | 1:35:53 |
| chód na 20 km        | Katarzyna Kwoka    | 21.     | 1:37:11 |
| chód na 20 km        | Agnieszka Dygacz   | DNF     |         |

#### Mężczyźni
Drużynowo 10 km juniorzy: 15. miejsce (59 punktów)

Drużynowo 20 km: 3. miejsce (44 punkty)

Drużynowo 50 km: 3. miejsce (31 punktów)
| Konkurencja          | Zawodnik          | Pozycja | Wynik   |
| -------------------- | ----------------- | ------- | ------- |
| chód na 10 km (jun.) | Łukasz Kostka     | 20.     | 45:49   |
| chód na 10 km (jun.) | Szymon Zieliński  | 39.     | 48:10   |
| chód na 10 km (jun.) | Daniel Chojecki   | 40.     | 48:16   |
| chód na 20 km        | Rafał Augustyn    | 8.      | 1:23:16 |
| chód na 20 km        | Łukasz Nowak      | 16.     | 1:24:24 |
| chód na 20 km        | Jakub Jelonek     | 20.     | 1:25:25 |
| chód na 20 km        | Dawid Tomala      | DNF     |         |
| chód na 50 km        | Grzegorz Sudoł    | 5.      | 3:46:41 |
| chód na 50 km        | Rafał Sikora      | 8.      | 3:48:13 |
| chód na 50 km        | Michał Stasiewicz | 18.     | 3:57:28 |
| chód na 50 km        | Łukasz Augustyn   | DQ      |         |

### Puchar Europy w Chodzie Sportowym 2015(Murcja)

#### Kobiety
Drużynowo 10 km juniorki: 5. miejsce (18 punktów)

Drużynowo 20 km: Nie sklasyfikowane (ukończyły 2 zawodniczki)
| Konkurencja          | Zawodniczka        | Pozycja | Wynik   |
| -------------------- | ------------------ | ------- | ------- |
| chód na 10 km (jun.) | Katarzyna Zdziebło | 5.      | 47:52   |
| chód na 10 km (jun.) | Angelika Augustyn  | 13.     | 49:53   |
| chód na 20 km        | Paulina Buziak     | 22.     | 1:33:42 |
| chód na 20 km        | Agnieszka Szwarnóg | 23.     | 1:33:49 |
| chód na 20 km        | Agnieszka Dygacz   | DNF     |         |

#### Mężczyźni
Drużynowo 10 km juniorzy: Nie sklasyfikowani (ukończył 1 zawodnik)

Drużynowo 20 km: Nie sklasyfikowani (ukończyło 2 zawodników)

Drużynowo 50 km: Nie sklasyfikowani (startował 1 zawodnik)
| Konkurencja          | Zawodnik       | Pozycja | Wynik   |
| -------------------- | -------------- | ------- | ------- |
| chód na 10 km (jun.) | Kacper Kosecki | 26.     | 44:27   |
| chód na 10 km (jun.) | Mateusz Nowak  | DQ      |         |
| chód na 20 km        | Rafał Augustyn | 17.     | 1:23:59 |
| chód na 20 km        | Rafał Sikora   | 36.     | 1:30:31 |
| chód na 20 km        | Łukasz Nowak   | DQ      |         |
| chód na 50 km        | Grzegorz Sudoł | 9.      | 3:51:48 |

### Puchar Europy w Chodzie Sportowym 2017(Podiebrady)

#### Kobiety
Drużynowo 10 km juniorki: Nie sklasyfikowane (ukończyły 2 zawodniczki)

Drużynowo 20 km: 9. miejsce (89 punktów)
| Konkurencja          | Zawodniczka          | Pozycja | Wynik   |
| -------------------- | -------------------- | ------- | ------- |
| chód na 10 km (jun.) | Zuzanna Drygalska    | 15.     | 50:37   |
| chód na 10 km (jun.) | Małgorzata Cetnarska | 26.     | 53:11   |
| chód na 10 km (jun.) | Agata Kowalska       | DNF     |         |
| chód na 20 km        | Paulina Buziak       | 20.     | 1:35:50 |
| chód na 20 km        | Joanna Bemowska      | 33.     | 1:40:17 |
| chód na 20 km        | Olga Niedziałek      | 36.     | 1:41:30 |
| chód na 20 km        | Katarzyna Golba      | DNF     |         |

#### Mężczyźni
Drużynowo 10 km juniorzy: Nie sklasyfikowani (ukończyli 2 zawodnicy)

Drużynowo 20 km: 5. miejsce (52 punkty)

Drużynowo 50 km: Polacy nie startowali
| Konkurencja          | Zawodnik          | Pozycja | Wynik   |
| -------------------- | ----------------- | ------- | ------- |
| chód na 10 km (jun.) | Łukasz Niedziałek | 3.      | 41:28   |
| chód na 10 km (jun.) | Robert Goławski   | 24.     | 45:19   |
| chód na 10 km (jun.) | Michał Wiater     | DNF     |         |
| chód na 20 km        | Artur Brzozowski  | 9.      | 1:22:14 |
| chód na 20 km        | Damian Błocki     | 20.     | 1:23:28 |
| chód na 20 km        | Jakub Jelonek     | 23.     | 1:23:45 |
| chód na 20 km        | Rafał Sikora      | 32.     | 1:25:55 |

### Puchar Europy w Chodzie Sportowym 2019(Olita)

#### Kobiety
Drużynowo 10 km juniorki: Polki nie startowały

Drużynowo 20 km: 6. miejsce (77 punktów)

Drużynowo 50 km: Nie sklasyfikowane (nie ukończyła jedna zawodniczka)
| Konkurencja   | Zawodniczka             | Pozycja | Wynik      |
| ------------- | ----------------------- | ------- | ---------- |
| chód na 20 km | Olga Niedziałek         | 26.     | 1:39:17    |
| chód na 20 km | Agnieszka Yarokhau      | 37.     | 1:43:29    |
| chód na 20 km | Katarzyna Zdziebło      | 14.     | 1:34:43    |
| chód na 50 km | Agnieszka Ellward       | 16.     | 4:31:19 NR |
| chód na 50 km | Antonina Lorek          | 21.     | 4:46:44    |
| chód na 50 km | Paulina Buziak-Śmiatacz | DQ      |            |

#### Mężczyźni
Drużynowo 10 km juniorzy: Nie sklasyfikowani (startował jeden zawodnik)

Drużynowo 20 km: 9. miejsce (78 punktów)

Drużynowo 50 km: Nie sklasyfikowani (ukończył jeden zawodnik)
| Konkurencja          | Zawodnik          | Pozycja | Wynik   |
| -------------------- | ----------------- | ------- | ------- |
| chód na 10 km (jun.) | Łukasz Niedziałek | 3.      | 43:28   |
| chód na 20 km        | Rafał Augustyn    | 22.     | 1:25:15 |
| chód na 20 km        | Damian Błocki     | 23.     | 1:25:25 |
| chód na 20 km        | Dawid Tomala      | 33.     | 1:27:31 |
| chód na 50 km        | Artur Brzozowski  | 4.      | 3:46:42 |
| chód na 50 km        | Jakub Jelonek     | DNF     |         |
| chód na 50 km        | Rafał Sikora      | DNF     |         |

## Objaśnienia
DNF – nie ukończył / nie ukończyła
DQ – zdyskwalifikowany / zdyskwalifikowana
DNS – nie wystartował / wystartowała pomimo zgłoszenia